# Adresseavisen
L'Adresseavisen és un diari regional publicat cada dia, excepte els diumenges, a Trondheim, Noruega. Va ser fundat el 1767, fet que el converteix en un el diari existent més antic de Noruega i dels diaris encara existents més antics del món. La seva tendència política és conservadora.
El diari té una tirada aproximada de 61.086 exemplars en el 2014. L'empresa propietària també té diverses emissores de ràdio i una emissora de televisió local.